# Jarosław Lindenberg
Jarosław Lindenberg (ur. 9 listopada 1956 w Warszawie) – polski filozof, dyplomata, podsekretarz stanu w Ministerstwie Spraw Zagranicznych (2023), ambasador RP w Bośni i Hercegowinie (2018–2023), Bułgarii (1998–2003) i Łotwie (1992–1997), chargé d’affaires w Czarnogórze (2007–2011).

## Życiorys
W latach 1971–1975 uczęszczał do XV LO im. Narcyzy Żmichowskiej w Warszawie, gdzie zdał maturę. Ukończył studia w Instytucie Filozofii Uniwersytetu Warszawskiego. W 1985 uzyskał stopień doktora na podstawie pracy o historiozofii Bolesława Limanowskiego. W latach 1980–1986 był pracownikiem naukowym w filii Uniwersytetu Warszawskiego w Białymstoku. Od 1986 do 1991 wykładał w Wyższej Szkole Pedagogiki Specjalnej im. Marii Grzegorzewskiej w Warszawie.
Od końca lat 70. był związany z opozycją demokratyczną. Na początku lat 80. działał w NSZZ „Solidarność”, publikował artykuły w białostockim Biuletynie Informacyjnym MKZ NSZZ „S”. Został zatrzymany podczas demonstracji 3 maja 1982 na Starym Mieście w Warszawie, a następnie internowany i 8 maja 1982 osadzony w areszcie na Białołęce, który opuścił 12 lipca 1982. Przez cały okres stanu wojennego, aż do 1989 redagował wraz z Tomaszem Buchholtzem podziemne pismo satyryczne „Jaruzela” (zob. Wojciech Jaruzelski). Pod pseudonimem pisywał także artykuły do czasopisma „Czas Przyszły”, które redagował Jacek Czaputowicz. Związany z Klubem Inteligencji Katolickiej, w którym w latach 1984–1985 kierował jego sekcją kultury. Otrzymał status osoby represjonowanej z powodów politycznych nadany przez szefa Urzędu ds. Kombatantów i Osób Represjonowanych. Sporadycznie zajmował się również działalnością dziennikarską i literacką, m.in. współautor powieści „Człowiek z krwi i kości” wydanej w 1992 oraz scenariusza do filmu Konrada Szołajskiego pod tytułem „Człowiek z…” zrealizowanego w 1993, a także powieści „Jak wyginęły dinozaury, czyli tajemnica Bursztynowej Komnaty. Powieść sensacyjna dla inteligentnych inaczej” (wyd. Liberum Verbum, 2018).
Uzyskał stypendium naukowe w Paryżu. Na początku lat 90. został pracownikiem Ministerstwa Spraw Zagranicznych. Pracował w Gabinecie Ministra (był zastępcą dyrektora), a w 1991 otrzymał misję organizacji polskich placówek dyplomatycznych na Łotwie i w Estonii, gdzie początkowo pełnił funkcję chargé d'affaires. W latach 1992–1997 pełnił funkcję ambasadora w Rydze, a w latach 1993–1994 był akredytowany jednocześnie w Tallinnie.
Od 1997 pracował jako starszy radca ministra w Departamencie Promocji i Informacji MSZ, gdzie odpowiadał za kontakty z diasporą żydowską. W 1998 objął kierownictwo polskiej ambasady w Sofii. Funkcję ambasadora pełnił do 30 września 2003. W kolejnych latach pracował w centrali MSZ, m.in. jako naczelnik Wydziału Europy Środkowej i Południowo-Wschodniej w Departamencie Europy oraz w jako dyrektor Sekretariatu Ministra.
Od 2007 do 2011 pracował jako chargé d'affaires Ambasady RP w Podgoricy. Od 2012 do 2018 pełnił funkcję zastępcy dyrektora Protokołu Dyplomatycznego w MSZ. W sierpniu 2018 został ambasadorem RP w Bośni i Hercegowinie. Odwołany został 9 września 2023.
Od 11 września 2023 do 13 grudnia 2023 był podsekretarzem stanu w MSZ ds. parlamentarnych, konsularnych, Polonii oraz dyplomacji publicznej i kulturalnej.
Posługuje się angielskim, francuskim, bułgarskim, rosyjskim oraz serbsko-chorwackim.

## Odznaczenia
- Krzyż Komandorski Orderu Trzech Gwiazd (10 września 1996)[14]
- Odznaka „Zasłużony Działacz Kultury” Ministra Kultury za działalność w tzw. drugim obiegu wydawniczym w okresie PRL (2001)[5]
- Order Starej Płaniny (5 stycznia 2004)[15]
- Krzyż Wolności i Solidarności (2012)[16]
- Medal Stulecia Odzyskanej Niepodległości (2023)[17]

## Życie prywatne
Syn Ryszarda i Krystyny. Żonaty z Aleksandrą Emilią Lindenberg, ma trójkę dzieci. Brat Grzegorza Lindenberga.
Bliskim przyjacielem Jarosława Lindenberga był Jacek Kaczmarski (chodzili do jednej klasy w liceum).
W 2009 przeżył rażenie piorunem.

## Książki
- Jarosław Lindenberg, Konrad Szołajski: Człowiek z krwi i kości. Warszawa: Migo, 1992, s. 116. ISBN 83-85596-00-3. OCLC 750939683.
- Jarosław Lindenberg, Tomasz Buchholtz: Jak wyginęły dinozaury czyli Tajemnica Bursztynowej Komnaty : powieść sensacyjna dla inteligentnych inaczej : lektura szkolna zalecana przez Ministerstwo Zdrowia (Psychicznego). Wrocław: Liberum Verbum, 2018, s. 365. ISBN 978-83-952119-0-4.